# Lepidosaphes macadamiae
Lepidosaphes macadamiae är en insektsart som beskrevs av Williams 1973. Lepidosaphes macadamiae ingår i släktet Lepidosaphes och familjen pansarsköldlöss. Inga underarter finns listade i Catalogue of Life.